# Тело (геометрија)
Све што човек може осетити помоћу својих чула или инструмената образује материјални свет, који се у науци назива материјом. Под материјалним телом подразумевамо дио материје (супстанце) ограничен равним или кривим површинама. По Еуклиду телом се назива све оно што има своје димензије — дужину, ширину и висину.
У природи разликујемо: чврста, течна и гасовита тела.